# 破産手続開始の申立て
破産手続開始の申立て（はさんてつづきかいしのもうしたて）とは、債務者の破産手続開始決定を求める旨の、裁判所に対する訴訟行為である。

## 申立権者
破産の申立てをなすことができるのは、債権者又は債務者（同法18条1項）、法人（民法等の）の理事、株式会社・相互会社（保険会社）の取締役、合名会社・合資会社・合同会社の社員、清算人等（同法19条）である。
銀行、協同組織金融機関（信用金庫など）、金融商品取引業者（証券会社など）、保険会社、少額短期保険業者、農水産業協同組合（農協・漁協など）については、監督庁も破産の申立てをすることができる（金融機関等の更生手続の特例等に関する法律490条1項、農水産業協同組合の再生手続の特例等に関する法律3条1項）。

## 破産原因等の疎明
法人の理事等の一部のみが破産の申立てをなすときは、破産原因を疎明することを要する（同法19条）。

## 資料の提出、費用の予納等
破産法上は、破産申立人が債権者でないときは、申立人の資力その他を考慮して、特に必要と認める時は、破産手続の費用は、仮に国庫よりこれを支弁することができるとされているが（同法23条）、実務上は、ほとんどの庁が、自己破産の申立人に対しても費用の予納を要求している。
破産の申立ては、民事訴訟費用等に関する法律3条1項、別表第一16項上欄所定の「その他の裁判所の裁判を求める申立てで、基本となる手続が開始されるもの」にあたると解されており、申立ての手数料として1,000円（同項下欄）を、申立書に収入印紙を貼って納めなければならない（同法8条）。その他、免責申立手数料として500円を要する。なお、債権者が申し立てる場合は手数料は20,000円である。
また、申立人は、郵便物の料金に充てるための費用として、裁判所が定める概算額に相当する金額の郵便切手を予納しなければならない（同法11条1項、12条1項、13条）。